# Эта Орла
η Орла (Эта Орла / 55 Орла) — тройная звезда в созвездии Орла, изменяющая свой блеск с 3,48 до 4,39m с периодом 7,177 суток. Классическая цефеида. Удалена от Земли на расстояние примерно 1400 световых лет. На основе измерений параллакса, выполненных во время миссии телескопа Hipparcos, получена оценка расстояния до этой звезды, равная примерно 1382 световым годам (424 парсека), хотя оценка параллакса обладает погрешностью 44%.
Расположена в 7° к югу от Альтаира. Она была открыта английским астрономом Э. Пиготтом на год раньше, чем Д. Гудрайк определил переменность δ Цефея.

## Система
Система η Орла содержит как минимум две звезды, вероятно, три. Главная звезда η Орла — это однозначно самая яркая звезда, она вносит наибольший вклад в спектр. η Орла B имеет дробный спектральный класс В8.9, поэтому может быть промежуточным объектом между В8 и В9.
Объект-компаньон находится на угловом расстоянии 0.66", но измерения показывают, что он принадлежит спектральному классу F1 - F5. Похоже, что горячая звезда, обнаруженная по спектру, находится ближе и не разрешается. Не было показано, что разрешённый компонент является физически связанным с системой, но предполагается, что его период обращения составляет почти тысячу лет. Измерения на телескопе Хаббл показывают вариации, вероятно, связанные с орбитальным движением, на временном масштабе около двух лет, что свидетельствует в пользу предположения о природе η Орла как тройной системы.